# Историја Јевреја у Албанији
Историја Јевреја у Албанији датира од прије око 2.000 година. Судећи по историчару Апостолу Котанију, Јевреји су у Албанију први пут дошли 70 године нове ере, као римски заробљеници, на бродовима који су се искрцали на јужној обали државе
. Њихови потомци су изградили прву синагогу у јужној луци у граду Саранда у петом вијеку, али мало је познато о јеврејској заједници у тој области до 15. вијека.

## Увод
У модерно доба, албански Јевреји, претежно Романиони и Сефарди, чине веома мали проценат популације. Током Другог свјетског рата, Албанија је била једна од неколико држава у Европи које су штитиле Јевреје од депортације у концентрационе логоре, спасили су око 2.000 Јевреја. Током комунистичке диктатуре Енвера Хоџе, у Албанији су забрањене све религије, укључујући и јудаизам, због привржености државном врху, на чијем челу су били атеисти.
У периоду након комунизма, слобода религије је враћена. Упркос томе, број Јевреја у Албанији данас је веома мали, многи су отишли у Израел. Током Другог свјетског рата, ниједан албански Јевреј није предат Њемачкој. Након окупације од стране Италије и Њемачке, популација Јевреја у Албанији је порасла захваљујући сету закона о паганима.

## Модерни коријени
Први подаци о коријенима Јевреја у Албанији датирају од 70. године нове ере. Почетком 16. вијека, постојала су јеврејска насеља у највећим градовима Албаније, у Валони, Драчу, Елбасану и Берату. Те породице су су углавном биле потомци Сефарда, као и потомци шпанских и португалских Јевреја, који су мигрирали из Либерије на крају 15. вијека. 1520. године у Валони је било 609 јеврејских доманћистава, такође у Валони се налазила једина синагога у Албанији, која је уништена током Првог свјетског рата. Године 1673. албански пророк Сабатај Цеви је прогнан од стране албанске порте у Улцињу, гдје је и умро три године касније.

## 1900–1939
Судећи по подацима попису 1930. године, у Албанији је било свега 204 Јевреја. Прва организована јеврејска насеља одобрена су 2. априла 1937. године. Тада је у заједници било 300 Јевреја. Порастом нацизма у Њемачкој, многи њемачки и аустријски Јевреји су пребјегли у Албанију. И у 1938. албанска амбасада у Берлину је наставила да издаје визе Јеврејима, у времену када ниједна друга држава није хтјела да их прими. Један од главних албанолога, Норберг Јокл, затражио је албанско држављанство, које му је додијељено одмах, али га то није спасило од концентрационог логора, јер га је ухватио гестапо 4. марта 1942. године.

## Други свјетски рат
На почетку Другог свјетског рата, у Албанији је живјело око 200 Јевреја. Албанија је постала сигурно мјесто за стотине Јевреја који су побјегли из других држава. 25. марта 1939. године италијански диктатор Бенито Мусолини дао је ултиматум албанском краљу Зогу I, у коме тражи прихватање италијанске власти у Албанији. Када је Зог одбио ултиматум, Италија је извршила инвазију на Албанију 7. априла 1939. и окупирала је, свргнувши Зога. Албанско краљевство је расформирано и успостављена је албанска држава под протекторатом краљевине Италије. Под управом генерала Франческа Јакомонија, донесен је закон којим се забрањује миграција Јевреја у Албанију, као и депортација свих страних Јевреја у држави. Мјесец дана након италијанске окупације, формирана је Албанска фашистичка партија (алб. Partia Fashiste e Shqipërisë). Јеврејима је било забрањено да се придруже странци, а забрањене су им бројне професије, као и образовање. Састављена од Албанаца и Италијана настањених у Албанији, партија је функционисала као дио италијанске фашистичке партије. Чланови партије су морали да се закуну на оданост Мусолинију. Од свих Албанаца који су служили Италијанима захтијевано је да се придруже партији и Албанска фашистичка партија је постала једина легална политичка партија у држави. Након окупације Југославије, популација Јевреја у Албанији је порасла, јер су Јевреји из Македоније и Сјеверне Србије, као и Јевреји који су побјегли из Њемачке, Аустрије и Пољске, населило области под италијанском контролом, Албанија је анексирала Косово и они су се настанили у Призрену, Приштини и Урошевцу. Албанци су биле заштитнички настројени према јеврејским бјегунцима. Доста њих је пребачено у албанске луке, одакле су могли да путују за Италију. Други Јевреји су се крили у планинским селима, док су се неки придружили покрету отпора у Албанији. Третман Албанаца према Јеврејима је био у складу са трафиционалном албанском културом гостопримства. Упркос томе, догодило се и неколико окрутности према Јеврејима током рата. У неколико случајева, Јевреји који су прошверцовани у државу, убијени су од стране Албанаца, који су одузели њихове јувелирнице и новац.
На Ванзенској конференцији 1942, Адолф Ајхман, главни за организовање планова о истребљењу Јевреја у Европи, процијенио је да је број Јевреја у Албанији који треба да буду убијени 200. Ипак, Јевреји у Албанији су остали заштићени од стране локалних муслимана. Популација и заштита Јевреја је настављена и када су Њемци окупирали Албанију, након капитулације Италије, 8. септембра 1943. и на крају рата, број Јевреја у Албанији износио је 2.000. Историчар Бернд Јирген Фишер написао је у књизи следеће: "Албанија је сигурно једина држава у Европи гдје популација Јевреја расте током окупације. Процијењено је да је на крају рата број Јевреја у Албанији износио 1.800"

## Ера комунизма
Током комунистичког периода у Албанији, под диктатуром Енвера Хоџе, јеврејска заједница је изолована од јеврејског свијета, али изолација није подразумијевала никакве мјере против Јевреја. Са циљем да створи одрживу националну заједницу, као и нови социјализам, Хоџа је забранио исповиједаонице у свим религијама. На тај начин вјера јеврејске заједнице је била повезана са вјером албанске заједнице у потпуности.
Све религије у држави су биле забрањене. Падом комунизма 1991. скоро сви Јевреји су емигрирали из Албаније. Отишли су углавном из економских разлога. Око 298 албанских Јевреја отишло је у Израел, а око 30 у САД. Јевреји који су били у браку са не-јеврејима углавном су остали у Албанији.

## Данашњи Јевреји у Албанији
Данас, око 40, 50 Јевреја живи у главном граду Албаније, Тирани, док је стара синагога откривена у Саранди. Нова синагога, позната као Хечал Шломо почела је са радом у јеврејској заједници у Тирани децембра 2010. Синагога постоји и у Валони, али није више у употреби. Такође, у децембру 2010. рабин Јоел Каплан је инаугурисан за главног рабина у Албанији, од стране премијера Албаније, Самија Берише и главног рабина Израела, Шломо Амара. Јеврејски центар Моше Рабену је такође отворен у Тирани. Јеврејска заједница у Албанији не признаје Капелана за главног рабина.. Чланови јеврејске заједнице у Албанији, послали су писмо у Израел, у коме се наводи да је Каплан изабран без консултација са заједницом и да га они не признају.